# Ерве Морен
Ерве Морен (на френски: Hervé Morin) е френски политик от партията Нов център. Той е министър на отбраната на Френската република от 2007 до 2010 година. 

## Биография
Роден е на 17 август 1961 година в Понт Одьоме, Франция. Учи в Каен и Париж. Завършва политология и право. В края на 2011 година обявява намерението си да се кандидатира за президент на изборите през 2012 година, но през февруари се отказва в полза на действащия президент Никола Саркози. През 2016 година е избран за президент на Нормандия.